# Indestroy
Indestroy war eine US-amerikanische Thrash-Metal-Band aus Rockville, Maryland, die im Jahr 1983 gegründet wurde und sich etwa 1989 wieder trennte.

## Geschichte
Die Band wurde im Jahr 1983 gegründet, wobei der Name der Gruppe einem Lied von The Obsessed entliehen war. Im Jahr 1986 folgte das erste Demo der Gruppe. Nachdem die Band einen Vertrag mit New Renaissance Records erreicht hatte, wurde das selbstbetitelte Debütalbum im Folgejahr veröffentlicht, wobei darauf Sänger und Gitarrist Mark Strassburg, Bassist Jeff Parsons, Gitarrist Drew Adrian und Schlagzeuger Gus Basilika zu hören waren. Für die nächste Veröffentlichung wurde Adrian durch Shawn Williams ersetzt und als neuer Schlagzeuger kam Rob „Cougin“ Brannigan zur Band. Die EP Senseless Theories erschien im Jahr 1989. Kurz nach der Veröffentlichung löste sich die Band wieder auf.

## Stil
Die Band spielt klassischen Thrash Metal, wobei die Musik vergleichbar mit den Werken von Megadeth, Death Angel, Possessed, D.R.I. und Dead Brain Cells ist.

## Diskografie
- 1986: Demo (Demo, Eigenveröffentlichung)
- 1987: Indestroy (Album, New Renaissance Records)
- 1989: Senseless Theories (EP, Restless Records)